# Muriel Spark
Muriel Spark DBE (født 1. februar 1918, død 13. april 2006) var en skotsk forfatter.

## Udvalgt bibliografi

### Romaner
- The Prime of Miss Jean Brodie (1961)
- The Mandelbaum Gate (1965)
- The Public Image (1968)
- The Driver's Seat (1970, filmatiseret 1974)
- Loitering with Intent (1981)

### Andet
- John Masefield (1953, biografi)
- Letters of John Henry Newman (1957, breve)